# Union sportive Boulogne Côte d'Opale
Union Sportive de Boulogne-sur-Mer Côte d'Opale francuski je nogometni klub iz grada Boulogne-sur-Mer. Trenutačno se natječe u Ligue 2.
Osnovali su ga 1898. engleski turisti. Najveći uspjeh u povijesti kluba zbio se 29. svibnja 2009. godine, kada je momčad nakon pobjede od 4:0 nad Amiensom po prvi put izborila plasman u najviši razred francuskog nogometa, Ligue 1. U francuskom je kupu klub najveći uspjeh ostvario 1937. ulaskom u polufinale.
Boulogne-sur-Mer je rodni grad slavnih nogometaša Francka Ribéryja i Jean-Pierre Papina. Ribéry je u Boulogneu počeo profesionalnu karijeru 2001. godine.

## Vanjske poveznice
- Službena stranica (fr.)